# Енріке Саура
Енріке Саура (ісп. Enrique Saura, нар. 2 серпня 1954, Онда) — іспанський футболіст, що грав на позиції півзахисника.
Більшу частину кар'єри виступав за клуб «Валенсія», з яким став володарем Кубка кубків УЄФА та Суперкубка Європи, а також національну збірну Іспанії, у складі якої поїхав на Олімпійські ігри, чемпіонат світу та Європи.

## Клубна кар'єра
Народився 2 серпня 1954 року в місті Онда. Вихованець юнацьких команд футбольних клубів «Онда» та «Кастельйон».
У дорослому футболі дебютував 1974 року виступами за команду «Кастельйон», в якій взяв участь у 34 матчах Сегунди. Своєю грою за цю команду привернув увагу представників тренерського штабу вищолігового клубу «Валенсія», до складу якого приєднався 4 жовтня 1975 року, коли сезон уже розпочався. Дебютував у Прімері 9 листопада 1975 року у виїзній грі проти «Сарагоси» (2:0), ставши відразу основним гравцем клубу і відіграв за валенсійський клуб наступні десять сезонів своєї ігрової кар'єри.
Першого успіху у складі «кажанів» він досяг у сезоні 1978/79, коли виграв Кубок Іспанії. У 1980 році він зіграв у фіналі Кубка володарів кубків проти лондонського «Арсеналу», вигравши трофей в серії пенальті. У кінці того ж року він, у свою чергу, зіграв і у обох матчах за Суперкубок Європи, здобувши і цей трофей у двобої з іншим англійським клубом «Ноттінгем Форест» (1:2, 1:0). Загалом Саура виступав за команду Валенсії до кінця сезону 1984/85, провів за цей клуб 304 матчі та забивши 37 голів у Прімері.
У 1985 році Енріке повернувся в «Кастельйон» і протягом трьох сезонів знову захищав кольори клубу у Сегунді, а завершив ігрову кар'єру у своїй рідній команді «Онда», за яку виступав протягом 1988—1992 років у Терсері, четвертому дивізіоні країни.

## Виступи за збірну
Захищав кольори олімпійської збірної Іспанії. У складі цієї команди став учасником футбольного турніру на Олімпійських іграх 1976 року у Монреалі, де зіграв в обох матчах.
8 листопада 1978 року дебютував в офіційних матчах у складі національної збірної Іспанії в товариській грі проти Франції (0:1).
У складі збірної був учасником чемпіонату Європи 1980 року в Італії, де був основним гравцем, зігравши усі 3 гри — з Італією (0:0), Бельгією (1:2) та Англією (1:2), але команда не вийшла з групи. За два роки поїхав зі збірною і на домашній чемпіонат світу 1982 року. Там Саура провів 4 гри і у матчі першого групового раунду проти Югославії (2:1) Саура забив вирішальний гол, який у підсумку і вивів іспанців у другий раунд. При цьому гра проходила на домашньому стадіоні «Валенсії», «Луїс Касанова», а гол Саура забив через 3 хвилини після виходу на заміну.
Загалом протягом кар'єри у національній команді, яка тривала 5 років, провів у її формі 23 матчі, забивши 4 голи.

## Титули і досягнення
- Володар Кубка Іспанії (1):

«Валенсія»: 1978/79
- Володар Кубка Кубків УЄФА (1):

«Валенсія»: 1979/80
- Володар Суперкубка УЄФА (1):

«Валенсія»: 1980